# Р. Дж. Елъри
Р. Дж. Елъри (на английски: R. J. Ellory) е английски писател на произведения в жанра съвременен и исторически трилър и криминален роман.

## Биография и творчество
Роджър Джон Елъри е роден на 20 юни 1965 г. в Бирмингам, Англия. Баща му напуска семейството преди раждането му и той е отгледан от майка си и баба си по майчина линия. Майка му умира през 1971 г. от белодробен кръвоизлив при епидемия от пневмония в Уест Мидландс. След това учи в различни училища и завършва гимназия за сираци в Оксфордшър. На 16 години започва да следва графика и дизайн в колежа по изкуства „Бърнвил“, но след като баба му умира през април 1982 г., той напуска колежа без получена квалификация. След колежа участва в музикална група. Започва да пише през 1987 г. завършвайки около 20 ръкописа, но заради отказите на издателите спира за дълъг период, преди да продължи през 2001 г., защото това е мечтата му.
Първият му роман „Свещникът“ е публикуван през 2003 г. Той е номиниран за наградата „Стоманеният кинжал на Иън Флеминг“ за най-добър трилър на Асоциацията на британските писатели на криминални романи. Следват трилърите му „Призрачно сърце“, „Тиха вендета“ (награда на Квебек и награда на читателите „Вилньов“) и „Град на лъжи“ (също е номиниран за наградата „Иън Флеминг“).
През 2007 г. е издаден трилърът му „Тихата вяра в ангели“. Животът на дванайсетгодишният Джоузеф Воон от малката провинциална общност на Огъста Фолс е белязан от Смъртта – тя отнема баща му, а скоро след това брутален убиец отнема живота на момиче, в което влюбен. Серията убийства продължават, и той и приятелите му сформират доброволен отряд – „Пазителите“, но убиецът се изплъзва след убийството на поредното момиче. Години по-късно, след като напуска родния си град, за да стане писател, ужасяваща сянка продължава да го преследва и той е принуден да се изправи срещу злото. Романът става бестселър в списъка на „Таймс“, продаден е в над милион екземпляра и е преведен на над 20 езика по света. Номиниран е за различни награди за криминална литература, включително за наградата „Бари“, и печели наградата за трилър на годината на списание „Странд“ и първата награда за черен роман на списание Le Nouvel Observateur през 2009 г. Определена е и за екранизация.
Романът му „Обикновен акт на насилие“ от 2008 г. печели наградата „Теакстън“ за криминален роман. През 2012 г. е издадена трилогията му „Три дни в Чикаголенд“, фокусирана върху бруталното убийство на младо момиче в Чикаго през 1956 г., като историята е представена от три различни гледни точки: Сестрата, Ченгето и Убиецът.
Той е запален привърженик на буккросинга, а освен от работата си на автор, се интересува от музика, изявявайки се като певец и китарист в групата The Whiskey Poets, и също е запален фотограф.
Р. Дж. Елъри живее със семейството си в Бирмингам.

## Произведения

### Самостоятелни романи
- Candlemoth (2003)[1][2][3][5]
- Ghostheart (2004)
- A Quiet Vendetta (2005)
- City Of Lies (2006)
- A Quiet Belief In Angels (2007)
Тихата вяра в ангели, изд. „Пергамент Прес“ (2017), прев. Силвана Миланова
- A Simple Act of Violence (2008)
- The Anniversary Man (2009)
- Saints of New York (2010)
- Bad Signs (2011)
- A Dark and Broken Heart (2012)
- The Devil and the River (2013)
- Carnival of Shadows (2014)
- Mockingbird Songs (2015)
- Kings of America (2017)
- Three Bullets (2019)
- The Man Who Ate The World (2020)
- Proof of Life (2021)
- The Darkest Season (2022)
- The Last Highway (2023)
- The Bell Tower (2024)

### Поредица „Три дни в Чикаголенд“ (Three Days in Chicagoland)
1. The Sister (2012)[1][2]
2. The Cop (2012)
3. The Killer (2012)

### Екранизации
- 2019 The Road to Gehenna
- 2023 Flitter
- 2023 The Life Coach